# Emilio Ballagas
Emilio Ballagas Cubeñas (n. 7 noiembrie 1908 – d. 11 septembrie 1954) a fost poet cubanez.
În lirica sa sunt descrise elemente specifice populației locale: dansuri, cântece, superstiții, credințe.

## Biografie
În 1926, este absolvent al Instituto de Segunda Enseñanza din orașul natal.
Doi ani mai târziu, începe studiile de pedagogie la Universitatea din capitala cubaneză, Universidad de La Habana, ca în 1933 să obțină doctoratul în pedagogie.
Ocupă Catedra de Literatură și Gramatică în cadrul școlii Escuela Normal para Maestros din Santa Clara.
În perioada 1935 - 1943, este redactor al periodicului La Publicidad.
În 1943, devine director al revistei Fray Junípero.
În 1946, obține titlul de Doctor în Filozofie și Litere în cadrul Universității de la Havana.
Se căsătorește cu Antonia López Villaverde în 1947, an în care se mută în capitală unde este profesor la Instituto de Segunda Enseñanza de Marianao.
Cu Cielo en rehenes obține Premiul Național de Poezie în 1951.

## Opera
- 1931: Veselie și fugă ("Júbilo y fuga");
- 1934: Caiet de poezie neagră ("Cuaderno de poesía negra");
- 1935: Pasiunea și moartea futurismului ("Pasión y muerte del futurismo");
- 1936: Elegie fără număr ("Elegía sin nombre");
- 1939: Savoare eternă ("Sabor eterno");
- 1943: Madona mării ("Nuestra Señora del Mar").